# Программист
Программи́ст — специалист, занимающийся программированием, то есть созданием компьютерных программ.

## Место программирования в обществе
Программирование как род занятий может быть основной профессиональной деятельностью, а может вспомогательной при решении других задач, а также может быть хобби.
В 2016 году профессия программист входила в ТОП-50 самых востребованных профессий по версии Минтруда РФ.

## Образование
В России подготовка специалистов в этой области ведется по следующим направлениям:
- 01.03.02 «Прикладная математика и информатика»
- 02.03.01 «Математика и компьютерные науки»
- 02.03.02 «Фундаментальная информатика и информационные технологии»
- 02.03.03 «Математическое обеспечение и администрирование информационных систем»
- 09.02.03 «Программирование в компьютерных системах»
- 09.02.07 «Информационные системы и программирование»
- 09.03.01 «Информатика и вычислительная техника»
- 09.03.02 «Информационные системы и технологии»
- 09.03.03 «Прикладная информатика»
- 09.03.04 «Программная инженерия»
- 09.03.05 «Информационно-аналитические системы безопасности»
- 10.03.01 «Информационная безопасность»
- 10.05.03 «Информационная безопасность автоматизированных систем»
- 10.05.01 «Компьютерная безопасность»
- 38.03.05 «Бизнес-информатика»

## Словоупотребление
Как указано выше, с точки зрения корректной терминологии человек может иметь (например) род занятий «программист», квалификацию «техник-программист», «инженер-программист», специальность «программное обеспечение вычислительной техники и автоматизированных систем» и должность «ведущий программист». В разговорной речи, однако, слово «программист» нередко употребляется применительно ко всем этим понятиям.

## Прикладные и системные программисты
В настоящее время, как и ранее широко применяется классификация программистов на прикладных и системных. Прикладным называется программист, программы которого предназначены для решения прикладной задачи, удовлетворяющей потребности конечного пользователя и, по замыслу классификации, лежащей вне компьютерной сферы. Системным называется программист, программы которого предназначены для обеспечения работы компьютера и используются другими компьютерными специалистами.

## Профессиональный праздник
В 2009 году в России официально утверждён день программиста, который ежегодно празднуется 13 сентября (в високосный год — 12 сентября) — празднование Дня программиста установлено на 256-й день года. Это число не случайно: оно получается от возведения числа 2 в восьмую степень и отражает количество различных значений, которое можно сохранять в одном байте, а также является самой большой целой степенью двойки, которая меньше числа дней в году.